# Stanisław Szymon Krzywkowski
Stanisław Szymon Krzywkowski herbu Półkozic – strażnik mścisławski w latach 1697-1717.
Jako poseł na sejm elekcyjny 1697 roku i deputat podpisał pacta conventa Augusta II Mocnego.